# Radětice (ort i Tjeckien, Mellersta Böhmen)
Radětice är en ort i Tjeckien.   Den ligger i regionen Mellersta Böhmen, i den centrala delen av landet, 60 km söder om huvudstaden Prag. Radětice ligger 527 meter över havet och antalet invånare är 134.
Terrängen runt Radětice är huvudsakligen platt, men åt sydost är den kuperad. Runt Radětice är det glesbefolkat, med 14 invånare per kvadratkilometer. Närmaste större samhälle är Příbram, 7,4 km nordväst om Radětice. I omgivningarna runt Radětice växer i huvudsak blandskog.